# 震旦鸦雀
震旦鸦雀（学名：Paradoxornis heudei）为鸦雀科鸦雀属的鸟类，此前被单独划分为震旦鸦雀属（Calamornis）的唯一物种。分布于西伯利亚以及中国大陆的长江下游、黑龙江等地，常见于江边的芦苇地。该物种的模式产地在江苏南京。

## 亚种
- 震旦鸦雀指名亚种（学名：Paradoxornis heudei heudei），是中国的特有亚种。分布于长江下游自江西至江苏和浙江等地。该亚种的模式产地在江苏南京。[3]
- 震旦鸦雀黑龙江亚种（学名：Paradoxornis heudei polivanovi）。分布于西伯利亚以及中国大陆的黑龙江等地。该物种的模式产地在东北兴凯湖。[4]该亚种有时也被视为单独的物种。

## 保護現狀
震旦鸦雀生活於蘆葦地中，以葦桿上或蘆葦表面的蟲子為食。隨著棲息地被持續破壞，震旦鴉雀的數目正高速下降。目前在IUCN紅色名錄中列為近危物種，表示正面對一定程度的破壞。在部分地區已不復見，因此在中國國內也有「鳥中熊貓」的稱號。